# As-meエステール
As-meエステール株式会社（アズミーエステール、英: As-me ESTELLE Co., Ltd.）は、東京都中央区に本社を置き宝石の輸入および宝飾品の製造・販売をする企業である。持株会社のエステールホールディングス株式会社が東京証券取引所スタンダード市場に上場している。
1990年台(特にバブル期)に、様々なテレビ番組に自社商品の宝石、宝飾品を賞品として提供し、番組内で必ず社名が読み上げられることで知名度を上げていた。

## 沿革

### エステール株式会社
- 1954年（昭和29年）4月 - 創業。
- 1959年（昭和34年）3月 - 、株式会社信州宝石を設立。
- 1988年（昭和63年）8月 - 「株式会社シンシュー」に商号変更。
- 1989年（平成元年）10月 - 「株式会社エステール」に商号変更。
- 1997年（平成9年）2月 - 株式を店頭公開（後のJASDAQ）。

### あずみ株式会社
- 1966年（昭和41年）8月1日 - 「宝石の鶴亀」を創業。
- 1970年（昭和45年）7月15日 - 「ツルカメ商事株式会社」を設立。
- 1993年（平成5年）2月26日 - 名古屋証券取引所第2部に上場（9935）。
- 2004年（平成16年）9月 - 「あずみ株式会社」に商号変更。
- 2007年（平成19年）12月 - エステール株式会社のTOBにより同社の連結子会社となる。

### As-meエステール株式会社（初代）
- 2009年（平成21年）10月1日 - エステール株式会社があずみ株式会社を吸収合併し、As-meエステール株式会社に商号変更。
- 2013年（平成25年）5月 - 同年1月に民事再生手続きを申請した株式会社ブルームインターナショナルの支援に乗り出し、同社傘下3会社の事業を継承した新会社3社を子会社とする（2014年3月に3社を合併し、株式会社BLOOMとする）。
- 2013年（平成25年）11月 - 東京証券取引所第二部に市場変更。
- 2014年（平成26年）12月 - 東京証券取引所第一部に指定替え。
- 2017年（平成29年）8月 - 子会社のヴィレッジヴァンガードプレース株式会社が、株式会社ヴィレッジヴァンガードコーポレーションの飲食店事業を承継。
- 2018年（平成30年）3月 - 株式会社BLOOMを吸収合併。

### エステールホールディングス株式会社　As-meエステール株式会社（2代）
- 2018年（平成30年）10月1日 - 持株会社体制に移行。株式会社As-meエステール準備会社に事業を継承し、エステールホールディングス株式会社に商号変更。株式会社As-meエステール準備会社はAs-meエステール株式会社に商号変更。
- 2021年（令和3年）3月1日 - エステールホールディングス株式会社がヴィレッジヴァンガードプレース株式会社を吸収合併。

## 事業所
- 本社（東京都中央区）
- 名古屋オフィス（愛知県名古屋市中区）
- 甲府オフィス・商品本部 （山梨県甲府市）

## 関連会社
- エステールベトナムCo.,LTD.
- キンバレー株式会社
- 谷口ジュエル株式会社
- サイゴンパールCO.,LTD.
- ハリー& CO.,LTD.
- コンセプトアイウェアマニュファクチャーベトナムCO.,LTD.